# Jana Heffernanová
Jana Heffernanová (1941 – 2. února 2025?) je vystudovaná česká lingvistka, psycholožka a autorka knih se zaměřením na sny.

## Životopis
Jana Heffernanová vystudovala český a anglický jazyk a literaturu na Filozofické fakultě UK. Specializovala se na teorii překladu a staročeské legendy. V roce 1980 odešla do USA, kde pracovala v Masssachusetts Institute of Technology na literárním odkazu lingvisty Romana Jakobsona. Později pracovala na v Ukrajinském institutu Harvardovy univerzity na rozsáhlém literárním projektu Tisíc let Kyjevské Rusi jako badatelka a překladatelka staro-ukrajinských náboženských a historických textů.
Při svém pobytu na amerických univerzitách se začala věnovat psychologii, zejména studiu snů. Jungovskou psychologii studovala u Johna Ryana Hauleho, absolventa Jungova Institutu v Curychu. Od r. 1985 vede skupiny zaměřené na metody porozumění snům, nejprve v Bostonu (USA), po návratu do vlasti v r. 1990 v Praze.

## Literární zaměření
Jana Heffernanová se studiu snů věnuje přes 30 let, z toho více než 20 let vede „snové skupiny“, kam docházejí lidé a interpretují své sny. V jednom z rozhovoru popisuje, že její intelektuální inspirací jsou Jungova díla a teorie Juliana Jaynese, Josepha Campbella a Eliada.
Monumentální trilogie Příběhů cesty na Sever je ojedinělé dílo nejen v České republice, ale i ve světě. Je tvořeno z pěti set snů, které se autorce zdály a které si autorka po více než 15 let zapisovala. Samotná trilogie vznikala 8 let.
„Na snech mne fascinuje mnoho věcí, některé jsem již zmínila: barvy, kouzlo, obrazotvornost v pravém slova smyslu - tj. vytváření smysluplných obrazů. Úžasná úspornost a přitom obdivuhodná výstižnost jejich vyjadřování, jejich dojemná snaha upozornit nás, co je v našem životě hlavní, nejdůležitější, co postrádáme, kde to bereme za špatný konec. Sny odhalují naše falešné představy o životě a hlavně o nás samých. Jsou jako zrcadlo, dávají si práci nám názorně předvést, jak se obvykle chováme, jací jsme doopravdy, ale jak se neznáme. Proto mnoho lidí nemá sny rádo - kritika je vždycky nepříjemná. Jsou hodně o vztazích, ke členům rodiny, partnerům, přátelům, ke všemu živému světu. Existuje spousta moudrých knih, z nichž se člověk může poučit, ale žádné poučení zvenčí nám není tak přesně střiženo na míru jako náš vlastní sen; přesně na naše vlastnosti, pro toto určité období, pro tuto chvíli, pro situaci, v níž se právě nacházíme.“

## Publikace
- Tajemství dvou partnerů: teorie a metodika práce se sny – 1995 Dauphin + 2008 Argo, s.247, ISBN 80-901842-9-4
- Příběh cesty na Sever I. – 2005, Agro, ISBN 80-7203-721-8
- Příběh cesty na Sever II. – 2005, Argo, ISBN 80-7203-721-8
- Příběh cesty na Sever III. – 2006, Argo, ISBN 80-7203-752-8